# Francesco Babini

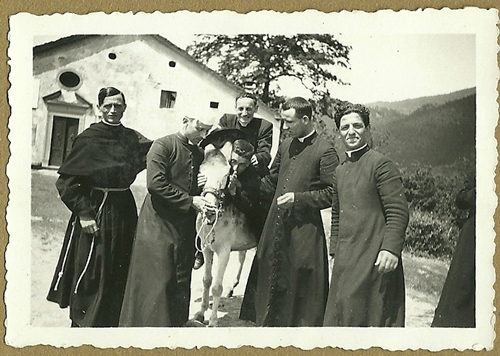
Don Francesco Babini con alcuni confratelli al santuario della Madonna dell'Aiola presso Aboca (Sansepolcro).

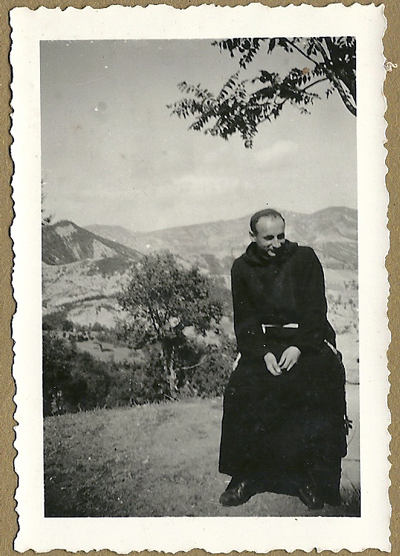
Don Francesco Babini indossa -per scherzo- il saio del suo amico Frate Augusto

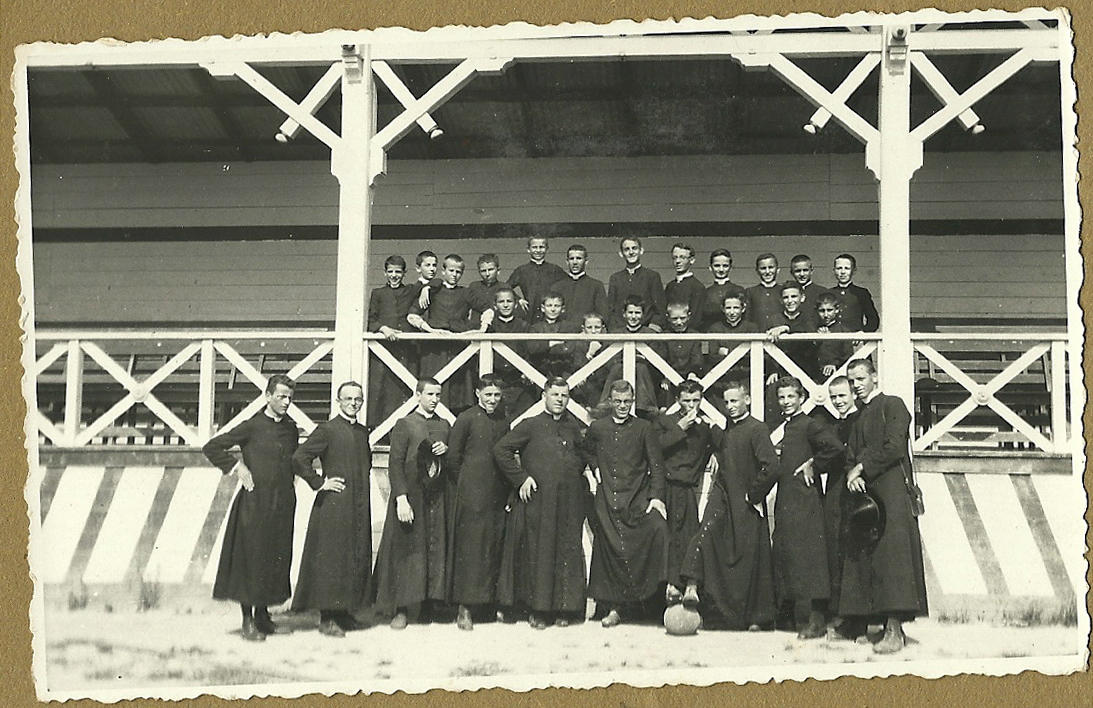
Don Francesco Babini in Seminario a Sansepolcro. Don Francesco Babini è il prete a destra con il piede sul pallone (sua grande passione); la foto è stata scattata presso lo Stadio comunale Buitoni, inaugurato nel 1933.

Francesco Babini (Verghereto, 20 novembre 1914 – Pievequinta, 26 luglio 1944) è stato un presbitero e partigiano italiano, Medaglia d'oro al valor civile alla memoria.

## Biografia
Prete della diocesi di Sansepolcro, nel 1939, terminati gli studi nei seminari di Sansepolcro e di Firenze, è ordinato dal vescovo mons. Pompeo Ghezzi. È parroco a Donicilio, frazione del suo paese di nascita, nell'alta val del Savio, dopo l'8 settembre 1943 partecipa attivamente alla Resistenza collabora con la Brigata Garibaldi Romagnola. Arrestato il 14 luglio 1944 assieme ad Alfiero Bartolini, perché aveva ospitato un giovane renitente e un aviatore sudafricano, viene trasportato in carcere a Forlì, torturato dalle SS, in quei giorni viene ucciso un militare tedesco e don Francesco viene prelevato dal carcere e trasportato a Pievequinta e lì fucilato assieme a ad altre nove persone, Alfiero Bartolini, Alfredo Cavina, detto il "Vecchio", Antonio Luccini, Biagio Molina, Wiliam Pallanti, Edgardo Rodolfi, detto "Lignon", Mario Romeo, Antonio Zoli, detto "Fiscin" e Luigi Zoli. I corpi per due giorni restarono come monito nel luogo dell'esecuzione.

## Onorificenze

### Riconoscimenti
- Pievequinta ha dedicato a lui e agli altri 9 giustiziati un cippo.
- Bertinoro e Alfero gli hanno dedicato una via.
- Nella sede del Seminario Vescovile di Sansepolcro nel 1954 è stata collocata una lapide commemorativa dedicata a lui e ad altri 3 preti uccisi in diocesi tra 1944 e 1945.
- Ad Alfero, il 26 luglio 2025, è stata collocata una stele commemorativa a ricordo di don Francesco Babini e di Alfiero Bartolini all'interno del Parco XI Settembre.